# Cantons de la Cruesa
Els Cantons de la Cruesa (Llemosí) són 27 i s'agrupen en dos districtes: 
- Districte de Lo Buçon (12 cantons - prefectura: Lo Buçon) :
cantó de Lo Buçon - cantó d'Ausança - cantó de Bèla Garda - cantó de Chambon - cantó de Charnalhas - cantó de La Cortina - cantó de Cròc - cantó d'Evaus - cantó de Falatin - cantó de Genciòus e Pijairòu - cantó de Roièra - cantó de Sent Soupise las Chams

- Districte de Garait (15 cantons - prefectura: Garait) :
cantó d'Aiun - cantó de Benavent - cantó de Bònac - cantó de Borgon Nuòu - cantó de Boçac - cantó de Chasteluç Malvalés - cantó de Dun - cantó de Garait Nòrd - cantó de Garait Sud-Est - cantó de Garait Sud-Oest - cantó de Jarnajas - cantó de Le Borg - cantó de Pont a Riom - cantó de Sent Vauric - cantó de La Sotrane